# Veltins-Arena
El Veltins-Arena, abans anomenat Arena AufSchalke, és un estadi de futbol que se situa a la ciutat de Gelsenkirchen, en l'estat federal de Rin del Nord-Westfàlia al nord-oest d'Alemanya. Va ser seu de la Copa del Món de Futbol 2006 celebrada a Alemanya i de la final de la Final Lliga de Campions 2004. El seu equip titular és el FC Schalke 04.
És un dels estadis nous més innovadors, a causa del seu sostre retràctil i el seu camp de gespa mòbil, entre altres característiques. El camp movible permet eliminar el problema del manteniment d'àrees verdes en recintes tancats i a més permet que l'estadi pugui albergar esdeveniments no esportius, com concerts, sense danyar la gespa.

## Història
L'estadi va ser inaugurat el 13 d'agost de 2001 amb el nom Arena AufSchalke, reemplaçant l'antic Parkstadion, l'1 de juliol de 2005 va canviar el seu nom a Veltins-Arena per un contracte de drets de nom amb la cerveseria alemanya Veltins.
Durant la Copa del Món de Futbol 2006 es va anomenar Estadi de la Copa del Món de la FIFA de Gelsenkirchen (en alemany: FIFA WM-Stadion Gelsenkirchen), ja que la FIFA no permet cap mena de publicitat en el nom dels estadis. També durant aquest torneig la capacitat de l'estadi va ser reduïda a 53.804 espectadors per motius de seguretat.

## Galeria d'imatges

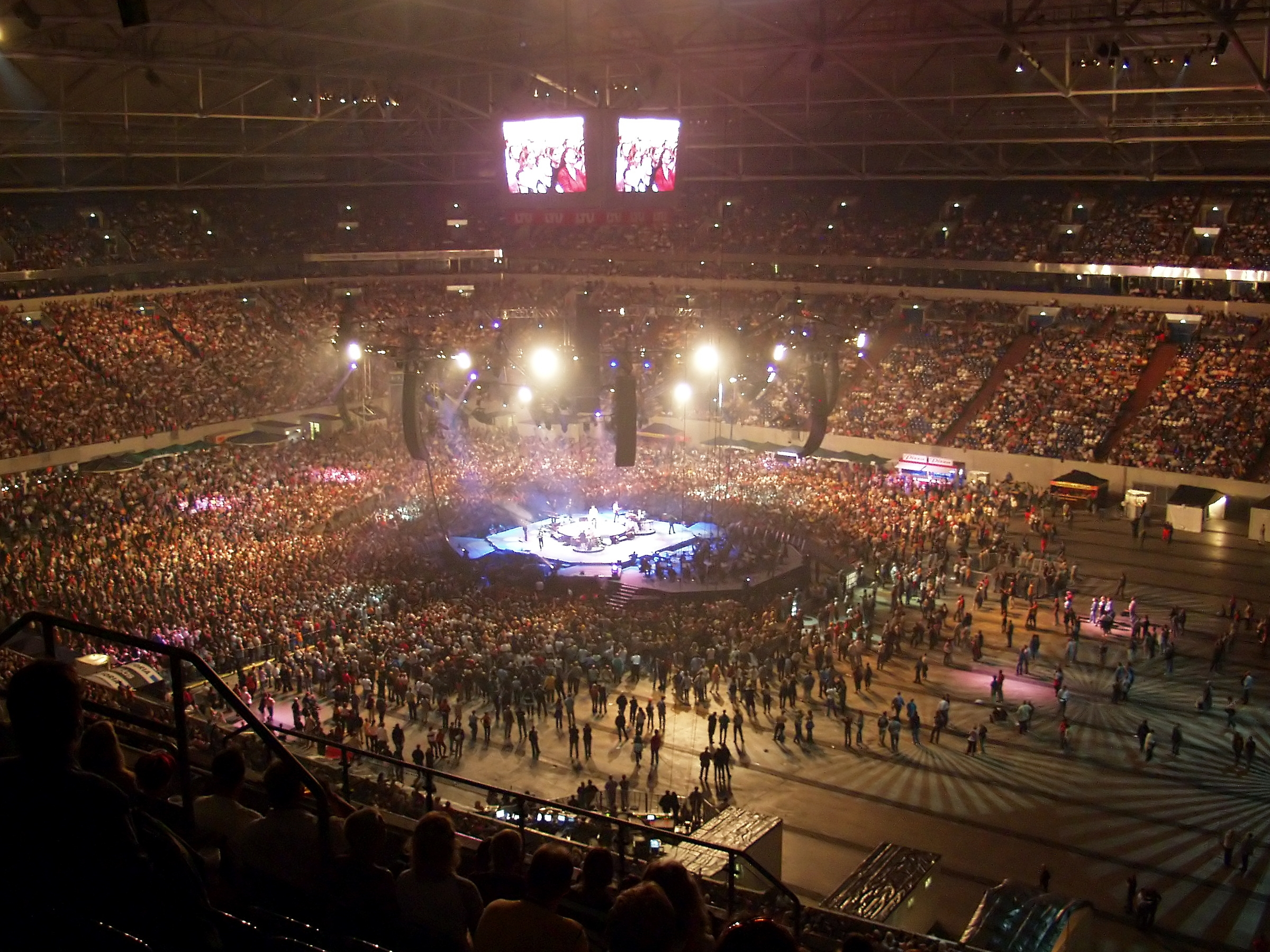
Concert al Veltins-Arena.
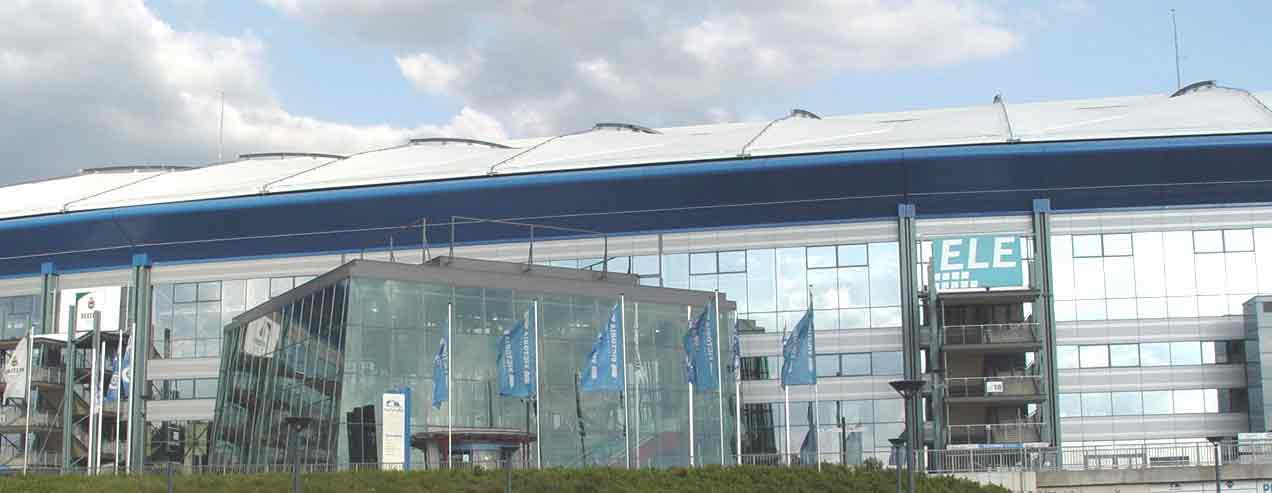
Exterior de l'estadi